# Manuel Muñoz (Fußballspieler)
Manuel Jesús Muñoz Muñoz (* 28. April 1928 in Tocopilla; † 17. Dezember 2022 in Arica) war ein chilenischer Fußballspieler. Er nahm mit der chilenischen Fußballnationalmannschaft an der Fußball-Weltmeisterschaft 1950 teil.

## Karriere

### Verein
Muñoz begann seine Profilaufbahn 1949 beim Spitzenverein CSD Colo-Colo aus der chilenischen Hauptstadt Santiago.  Insgesamt verbrachte er zehn Spielzeiten bei diesem Klub, in denen er zweimal Meister und einmal Pokalsieger wurde sowie 120 Tore erzielte.
1959 war er für eine Spielzeit für CD Arturo Fernández Vial aktiv. Mit diesem Klub gewann Muñoz die semiprofessionelle regionale Fußballmeisterschaft mit Vereinen aus der Provinz Concepción und anderen Nachbarprovinzen. Anschließend wechselte er noch einmal in die Primera División zu Audax Italiano, wo er am Ende der Spielzeit 1960 seine aktive Laufbahn beendete.

### Nationalmannschaft
Muñoz debütierte am 9. April 1950 vor heimischem Publikum beim 2:1 gegen den späteren Weltmeister Uruguay in der chilenischen Nationalmannschaft.
Bei der Fußball-Weltmeisterschaft 1950 in Brasilien wurde Muñoz in den chilenischen Kader berufen. Dabei kam er in den Spielen seiner Mannschaft gegen England und Spanien, die jeweils mit 0:2 verloren wurden, zum Einsatz. Chile schied als Gruppendritter nach der Vorrunde aus.
Beim Campeonato Sudamericano 1955 im eigenen Land gelangen ihm im Verlauf des Turniers vier Treffer. Am Ende belegte Chile den zweiten Platz. Ein Jahr später beim Campeonato Sudamericano 1956 in Uruguay gelang ihm ein weiterer Treffer. Chile wurde hinter dem Gastgeber erneut Zweiter.
Zwischen 1950 und 1956 bestritt Muñoz insgesamt 26 Länderspiele für Chile, in denen er acht Tore erzielte.

## Erfolge
- Chilenische Meisterschaft: 1953 und 1956
- Chilenischer Pokal: 1958